# Aleksandr Gricenko
Aleksandr Wasiljewicz Gricenko (ros. Александр Васильевич Гриценко, ur. 1907 w Nikolsku Ussuryjskim (obecnie Ussuryjsk), zm. 1978) – radziecki polityk.

## Życiorys
W 1927 ukończył technikum rolnicze w Nikolsku Ussuryjskim i został agronomem w rejonie czernigowskim w Kraju Dalekowschodnim, od listopada 1929 do 1931 odbywał służbę w Armii Czerwonej, później pracował jako agronom w Chabarowsku. Od 1932 należał do WKP(b), w 1937 ukończył Akademię Rolniczą im. Timiriaziewa i został naczelnikiem obwodowego oddziału rolnego w Orle, a w czerwcu 1938 III sekretarzem Komitetu Obwodowego WKP(b) w Orle. Od 1939 do 1943 był zastępcą kierownika Wydziału Rolnego KC WKP(b), od 23 kwietnia 1943 do 20 kwietnia 1949 zastępcą przewodniczącego Rady Komisarzy Ludowych/Rady Ministrów RFSRR, od 1949 do stycznia 1952 II sekretarzem Komitetu Krajowego WKP(b) w Stawropolu, a od stycznia 1952 do lutego 1954 przewodniczącym Komitetu Wykonawczego Rostowskiej Rady Obwodowej. Od stycznia 1954 do listopada 1957 był przewodniczącym Komitetu Wykonawczego Kamieńskiej Rady Obwodowej, potem p.o. przewodniczącego i od 25 stycznia 1958 do 21 grudnia 1965 przewodniczącym Komitetu Wykonawczego Irkuckiej Rady Obwodowej (od 24 grudnia 1962 do 24 grudnia 1964: Komitetu Wykonawczego Irkuckiej Wiejskiej Rady Obwodowej).